# Der schwarze Diamant
Der schwarze Diamant (Originaltitel: Uncut Gems, engl. für „ungeschliffene Edelsteine“) ist ein Thriller der Brüder Benny und Josh Safdie, der am 30. August 2019 im Rahmen des Telluride Film Festivals seine Premiere feierte und am 13. Dezember 2019 von A24 veröffentlicht wurde.

## Handlung
Im Jahr 2010 bergen äthiopisch-jüdische Bergleute einen seltenen schwarzen Opal aus der Welo-Mine in Äthiopien. 2 Jahre später in New York: der spielsüchtige Howard Ratner betreibt ein Juweliergeschäft namens „KMH“ im Diamond District.
Howard kämpft darum, seine Spielschulden zu begleichen, darunter 100.000 Dollar, die er seinem Schwager und Kredithai Arno schuldet. Sein häusliches Leben ist zwischen seiner Frau Dinah, die der Scheidung nach Pessach zugestimmt hat, und seiner Freundin Julia, einer KMH-Angestellten, aufgeteilt.
Howards Geschäftspartner Demany bringt den Basketballstar Kevin Garnett zu KMH. Während er dort ist, trifft der Opal ein, den Howard eingeschmuggelt hat. Garnett ist davon besessen und besteht darauf, ihn als Glücksbringer zu seinem Spiel an diesem Abend mitzunehmen.
Howard stimmt widerwillig zu und akzeptiert Garnetts NBA-Meisterschaftsring 2008 als Pfand.
Nachdem Garnett gegangen ist, verpfändet Howard den Ring und setzt das Geld als Wetteinsatz auf Garnetts Basketballspiel, das dieser auch gewinnt. Am nächsten Tag sagt Demany, dass Garnett immer noch den Opal hat, was Howard verärgert. Howard wird bei der Schulaufführung seiner Tochter von Arno und seinen Mafia-Händlern Phil und Nico überfallen. Seine gewonnene Wette hätte ihm 600.000 Dollar einbringen sollen, aber Arno stornierte die Wette, da sie mit Geld abgeschlossen wurde, das Howard ihm schuldete.
Phil und Nico ziehen Howard nackt aus, sperren ihn in den Kofferraum seines Autos und zwingen ihn, Dinah um Hilfe zu rufen.
Um den Opal zu holen, trifft Howard Demany auf einer Nachtclubparty, die vom R&B-Sänger The Weeknd veranstaltet wird, erfährt jedoch, dass Garnett ihn immer noch hat. Howard findet Julia, die mit The Weeknd in einem Badezimmer Kokain schnupft, und gerät in einen Streit mit ihr, weil er glaubt, sie hätten Sex gehabt. Howard fühlt sich betrogen und konfrontiert Julia und fordert sie auf, aus seiner Wohnung auszuziehen.
Garnett gibt den Opal vor einer Auktion zurück und bietet an, ihn für 175.000 Dollar zu kaufen, aber Howard lehnt ab, da er glaubt, dass er viel mehr wert ist. Garnett verlangt seinen Ring zurück, aber Howard lügt, dass er bei ihm zu Hause ist. Nachdem Garnett bestürzt gegangen ist, beschimpft Howard Demany dafür, dass er Garnett erlaubt hat, den Opal so lange zu behalten. Wütend kündigt Demany und verwüstet Howards Büro.
Nach einem unangenehmen Pessach-Dinner lehnt Dinah Howards Bitte ab, ihrer Ehe noch eine Chance zu geben.
Kurz vor Beginn der Auktion entdeckt Howard, dass der Opal tatsächlich für deutlich weniger als seine ursprüngliche Schätzung von 1 Million Dollar angeboten wurde. Er überredet seinen Schwiegervater Gooey, auf den Edelstein zu bieten, um den Preis in die Höhe zu treiben, aber der Plan schlägt fehl, als Garnett Gooeys letztes Gebot im Wert von 175.000 Dollar nicht übertrifft. Ein wütender Gooey gibt Howard den Opal, bevor Arno, Phil und Nico ihn vor dem Auktionshaus angreifen.
Er kehrt blutig und unter Tränen zu KMH zurück. Julia tröstet ihn und sie versöhnen sich.
Howard erfährt, dass Garnett den Opal immer noch kaufen will, und so verkauft er Garnett den Opal. Obwohl Howard seine Schulden bei Arno zurückzahlen könnte, bittet er Julia, das Geld in einen Dreierwettkampf zu investieren, in dem Garnett eine starke Leistung zeigt. Arno, Phil und Nico kommen bei KMH an, aber bevor sie Howards Büro betreten, entkommt Julia. Die Schläger finden und bedrohen ihn, während Julia mit dem Helikopter zum Mohegan Sun Casino fliegt, um die Wette zu platzieren. Arno fordert Howard auf, Julia anzurufen und sie zurückzuholen, doch Howard weigert sich. Wütend versuchen die drei, sie zu verfolgen, aber Howard sperrt sie zwischen den Sicherheitstüren des Ladens ein. Er sieht sich das Spiel im Fernsehen an und verspottet sie.
Garnetts Boston Celtics gewinnen das Spiel und Howard gewinnt die Wette im Wert von 1,2 Millionen Dollar. Ekstatisch befreit Howard die drei Schläger, wird dabei allerdings von einem wütenden Phil erschossen. Arno versucht schockiert zu flüchten, wird aber ebenfalls getötet. Julia verlässt das Casino mit Howards Gewinnen, während Phil und Nico den Laden plündern.

## Produktion
Regie führten die Brüder Benny und Josh Safdie, die gemeinsam mit Ronald Bronstein auch das Drehbuch schrieben.
Wie bereits bei ihrem letzten Film Good Time wurde auch Uncut Gems von A24 produziert. Auch mit Daniel Lopatin, der die Filmmusik komponierte, hatten die Safdie-Brüder bereits für Good Time zusammengearbeitet.
Adam Sandler spielt im Film Howard Ratner, Inhaber und Händler eines Juweliergeschäfts, der aber auch ein notorischer Glücksspieler ist. Idina Menzel spielt Howards Ehefrau Dinah, Julia Fox seine Angestellte und Geliebte, Judd Hirsch spielt seinen Schwiegervater. Eric Bogosian übernahm die Rolle seines Schwagers Arno, der als Buchmacher arbeitet. Der ehemalige Basketballspieler Kevin Garnett spielt eine etwas jüngere Version von sich selbst. Einen Gastauftritt hat der Hip-Hop-Star The Weeknd, den Ratner mit seiner Freundin beim Flirten erwischt.
Die Dreharbeiten fanden im Herbst 2018 unter anderem in New York statt. Als Kameramann fungierte Darius Khondji. Das Szenenbild wurde von Sam Lisenco entworfen, die Kostüme von Miyako Bellizzi.
Der Film feierte am 30. August 2019 im Rahmen des Telluride Film Festivals seine Premiere. Ab 9. September 2019 wurde er beim Toronto International Film Festival im Rahmen der Special Presentations gezeigt. Am 13. Dezember 2019 wurde er von A24 veröffentlicht und am 31. Januar 2020 in das Programm von Netflix aufgenommen. Der Soundtrack, der 17 Musikstücke umfasst, erschien am gleichen Tag als Download und auf CD. Das Soundtrack-Album stieg am 17. Januar 2020 auf Platz 44 in die Soundtrack Albums Chart Top 50 im Vereinigten Königreich ein.

## Rezeption

### Altersfreigabe
In den USA erhielt der Film von der MPAA ein R-Rating, was einer Freigabe ab 17 Jahren entspricht.

### Kritiken und Einspielergebnis
Der Film konnte bislang 92 Prozent aller Kritiker bei Rotten Tomatoes überzeugen und erhielt hierbei eine durchschnittliche Bewertung von 8,4 der möglichen 10 Punkte. Bei Metacritic erhielt der Film einen Metascore von 93 von 100 möglichen Punkten.
Peter Debruge von Variety schreibt, die Brüder Benny und Josh Safdie sorgten für ein sorgfältig ausgearbeitetes, andauerndes Unbehagen, indem sie eine Kakophonie aus Ton und Musik die ruhelose Handkamera von Darius Khondji überlagern ließen, was den Wahnsinn der sich überlappenden Krisen in Howard Ratners Leben verstärke. Dabei erkennt Debruge Elemente aus Daddy Long Legs wieder, aber auch aus Good Time, dem letzten Film der Safdies, in dem ein Kleinkrimineller in eine Spirale gerät. Mit Uncut Gems hätten die beiden Regisseure jedoch definitiv den Durchbruch geschafft, und ihre Charakterstudie müsse einen Vergleich mit Filmen wie Taxi Driver oder Pi nicht scheuen. Der Film sei ein einzigartiges Erlebnis, könne jedoch nur von Zuschauern ertragen werden, die bereit sind, sich diesen zwei Stunden lang ohne Unterbrechung aufs Auge drücken und um die Ohren hämmern zu lassen, was einer unerbittlichen sensorischen Attacke gleichkomme. Howie komme im Film kaum zu Atem, und im Gegensatz zu anderen Filmen, die zwischendurch auch für ruhige Momente sorgten, seien die Safdies bestrebt, die Intensität während der gesamten Laufzeit aufrechtzuerhalten, was sowohl berauschend als auch anstrengend sein könne. Das Ende des Films beschreibt Debruge als schockierend und doch irgendwo unvermeidlich und glaubt, dass dieses in die Filmgeschichte eingehen wird.
Thomas Schultze von Blickpunkt:Film schreibt, Uncut Gems sei ein Großstadtthriller mit „Mean-Streets“-Authentizität, gedreht mit einer unablässigen Energie, als hätten die Dardennes das Alles-auf-eine-Karte-Kino von Cassavetes entdeckt, völlig ungeschminkt und ohne Eitel, angefüllt mit realen Typen, die unter die paar Schauspieler gemischt werden. Der Film sei aber auch das Porträt eines hoffnungslosen Ertrinkenden, der immer dann, wenn er zum Luftholen auftaucht, wieder etwas macht, was seinen Kopf noch tiefer unter Wasser drückt. Adam Sandler habe sich noch nie so neu erfunden wie hier, als diese mit Brillis in den Ohren und jede Menge Schmuck am Leib tragende One-Man-Show in seinem pinken Hemd, für den das ganze Leben eine fortwährende Wette ist, so Schultze.
Die Einnahmen des Films aus Kinovorführungen belaufen sich im nordamerikanischen Raum auf rund 50 Millionen US-Dollar.

### Auszeichnungen
Critics’ Choice Movie Awards 2020
- Nominierung als Bester Film
- Nominierung als Bester Hauptdarsteller (Adam Sandler)
- Nominierung für die Beste Regie (Josh Safdie und Benny Safdie)
- Nominierung für den Besten Schnitt (Ronald Bronstein und Benny Safdie)

Detroit Film Critics Society Awards 2019
- Nominierung als Bester Hauptdarsteller (Adam Sandler)
- Nominierung für den Besten Einsatz von Musik[19]

Gotham Awards 2019
- Nominierung als Bester Film
- Nominierung als Bester Darsteller (Adam Sandler)
- Nominierung als Beste Nachwuchsdarstellerin (Julia Fox)

Hollywood Music in Media Awards 2019
- Nominierung für die Beste Filmmusik – Spielfilm (Daniel Lopatin)[20]

Independent Spirit Awards 2020
- Nominierung als Bester Film
- Auszeichnung für die Beste Regie (Benny Safdie und Josh Safdie)
- Nominierung für das Beste Drehbuch (Ronald Bronstein, Benny Safdie und Josh Safdie)
- Auszeichnung als Bester Hauptdarsteller (Adam Sandler)
- Auszeichnung für den Besten Filmschnitt (Ronald Bronstein und Benny Safdie)[21]

National Board of Review Awards 2019
- Auszeichnung als Bester Hauptdarsteller (Adam Sandler)
- Auszeichnung für das Beste Originaldrehbuch (Ronald Bronstein, Benny Safdie und Josh Safdie)
- Aufnahme in die Top-Ten-Filme[22]

New York Film Critics Circle Awards 2019
- Auszeichnung für die Beste Regie (Benny und Josh Safdie)

Online Film Critics Society Awards 2020
- Nominierung als Bester Film
- Nominierung als Bester Hauptdarsteller (Adam Sandler)[23]

Satellite Awards 2019
- Nominierung als Bester Film – Komödie oder Musical
- Nominierung als Bester Hauptdarsteller – Komödie oder Musical (Adam Sandler)[24]

Saturn Awards 2021
- Nominierung als Bester Thriller

## Synchronisation
Die deutsche Synchronisation entstand nach einem Dialogbuch von Jan Fabian Krüger und der Dialogregie von Torsten Sense im Auftrag der RRP Media UG, Berlin.
| Darsteller              | Synchronsprecher     | Rolle                     |
| ----------------------- | -------------------- | ------------------------- |
| Adam Sandler            | Dietmar Wunder       | Howard Ratner             |
| Benjy Kleiner           | Markus Manig         | Aaron                     |
| Eric Bogosian           | Klaus-Dieter Klebsch | Arno                      |
| Alexander Gilkes        | Valentin Stilu       | Auktionator im Adley's    |
| Louis Anthony Arias     | Ole Eisfeld          | Buddy                     |
| Lakeith Stanfield       | Arne Stephan         | Demany                    |
| Idina Menzel            | Katrin Zimmermann    | Dinah Ratner              |
| Warren Finkelstein      | Hans Bayer           | Dr. Blauman               |
| Jonathan Aranbayev      | Carlos Fanselow      | Eddie Ratner              |
| Keren Shemel            | Nina Machalz         | Eiline Goldfarb           |
| Aren Topian             | Kevin Kraus          | Eric Goldfarb             |
| Greg Yuna               | Patrick Giese        | Flawless                  |
| Mike Francesa           | Andreas Müller       | Gary                      |
| Judd Hirsch             | Roland Hemmo         | Gooey                     |
| Wayne Diamond           | Stefan Gossler       | High Roller               |
| Andrea Linsky           | Katja Schmitz        | Joani                     |
| Julia Fox               | Leonie Dubuc         | Julia De Flore            |
| Paloma Elsesser         | Ana Purwa            | Kat                       |
| Kevin Garnett           | Bernd Egger          | Kevin Garnett             |
| Mitchell Wenig          | Dirc Simpson         | Larry                     |
| Noa Fisher              | Celina Borko         | Marcel Ratner             |
| Tommy Kominik           | Marco Kröger         | Nico                      |
| Keith Williams Richards | Jan Spitzer          | Phil                      |
| Hailey Gates            | Ann Vielhaben        | Rezeptionistin im Adley's |
| Ronald Greenberg        | Hans Hohlbein        | Rodney Bronstein          |